# Estação Eduardo Araújo
Eduardo Araújo, foi um apeadeiro de trem do Rio de Janeiro, ficava entre a estações Magno (Mercadão de Madureira) e Engenheiro Leal.
O apeadeiro foi desativado em 14 de novembro de 1940, em virtude de facilitar embarques gratuitos irregulares (evasão de renda) na Linha Auxiliar (que fazia diminuir as passagens vendidas na estação de Magno ali próxima) e demolido. Em 1947 ainda haviam protestos de moradores pedindo, sem sucesso, a reativação da parada. Atualmente não há nenhum vestígio da estação.